# Osvaldas Gedrimas
Osvaldas Gedrimas (* 20. September 1996) ist ein litauischer Leichtathlet, der sich auf den Stabhochsprung spezialisiert hat.

## Sportliche Laufbahn
Osvaldas Gedrimas gelangen noch keine Qualifikationen für internationale Meisterschaften, 2019 vertrat er sein Land aber bei den Team-Europameisterschaften in Sandnes.
2015 und von 2017 bis 2020 wurde Gedrimas litauischer Meister im Stabhochsprung im Freien sowie von 2018 bis 2020 auch in der Halle.

## Persönliche Bestleistungen
- Stabhochsprung: 5,00 m, 27. Juli 2019 in Palanga
  - Stabhochsprung (Halle): 5,00 m, 29. November 2019 in Klaipėda